# Яворец (Болгария)
Яворец (болг. Яворец) — село в Болгарии. Находится в Габровской области, входит в общину Габрово. Население составляет 703 человека.

## Политическая ситуация
В местном кметстве Яворец, в состав которого входит Яворец, должность кмета (старосты) исполняет Коё Кынчев Коев (коалиция в составе 2 партий: Болгарская социал-демократия (БСД), Болгарская социалистическая партия (БСП)) по результатам выборов правления кметства.
Кмет (мэр) общины Габрово — Томислав Пейков Дончев (Граждане за европейское развитие Болгарии (ГЕРБ)) по результатам выборов в правление общины.